# Гертген тот Синт Янс
Гертген тот Синт-Янс, Гертген ван Харлем (нидерл. Geertgen tot Sint Jans; 1460 или не ранее 1465 и не позднее 1468, Лейден, графство Голландия — 1490 или около 1495, Харлем) — северо-нидерландский живописец. Никаких современных документов о  жизни художника до сих пор не обнаружено, но самый ранний опубликованный отчет о его деятельности датируется 1604 годом, в « Шильдер-беке» Карела ван Мандера. 

## Биография
Этот рано умерший художник, работавший в Харлеме, является одной из самых значительных фигур северо-нидерландской живописи конца XV в. Возможно, обучался в Харлеме в мастерской Алберта ван Ауватера. Был знаком с творчеством художников Гента и Брюгге. В Харлеме в качестве подмастерья живописца жил при ордене иоаннитов — отсюда и прозвище «из [монастыря] Святого Иоанна» (tot Sint Jans). Для живописной манеры Гертгена характерны тонкая эмоциональность в трактовке религиозных сюжетов, внимание к явлениям повседневной жизни и вдумчивая, поэтически-одухотворённая проработка деталей. Всё это получит развитие в реалистической голландской живописи последующих столетий.

## «Поклонение младенцу»
Считается выдающимся мастером религиозной картины. Он обогатил трактовку пейзажа, первым написал ночную сцену, в которой источником света является младенец Христос. В известном произведении «Поклонение младенцу» символическое содержание художник выражает реалистическими средствами, наполняющими образ наивной поэзией: в глухой ночи появляется новый источник ослепительно яркого света — божественный младенец.

## «Святая родня»
В протяжённом пространстве запечатлённого им готического интерьера чувствуется усвоение традиций великих мастеров раннего Северного Возрождения, утвердивших в начале XV в. принципы непрерывно-целостного изображения величественного и гармоничного мироздания.

## Полиптих для ордена Святого Иоанна в Харлеме
В 1485 году Гертген выполнил своё самое масштабное произведение. Полиптих был разрознен, створки утрачены: сохранились лишь «Оплакивание Христа» и «История мощей Иоанна Крестителя» (Вена, Музей истории искусств).

## Галерея

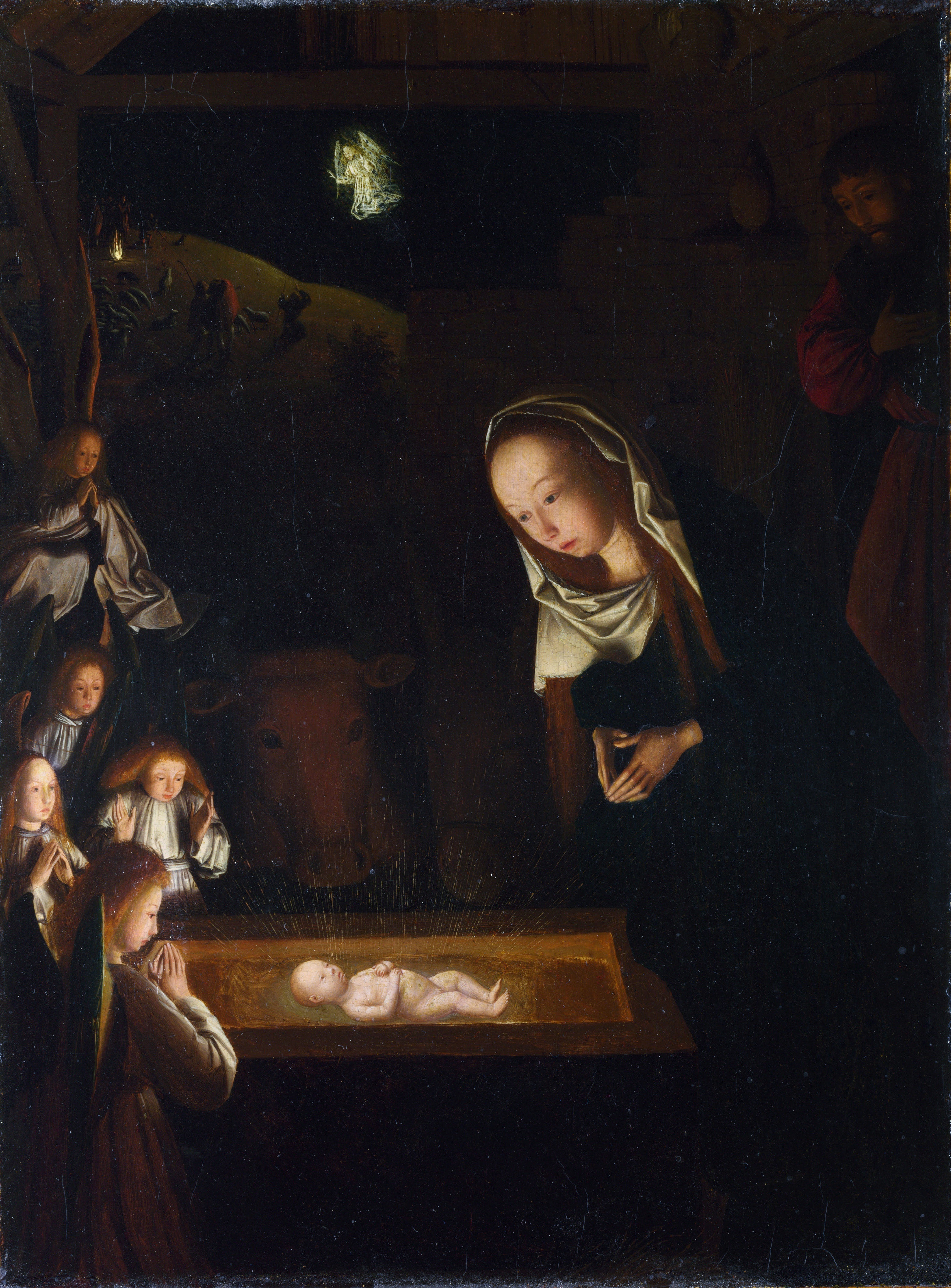
Поклонение младенцу. Ок. 1490. Национальная галерея. Лондон
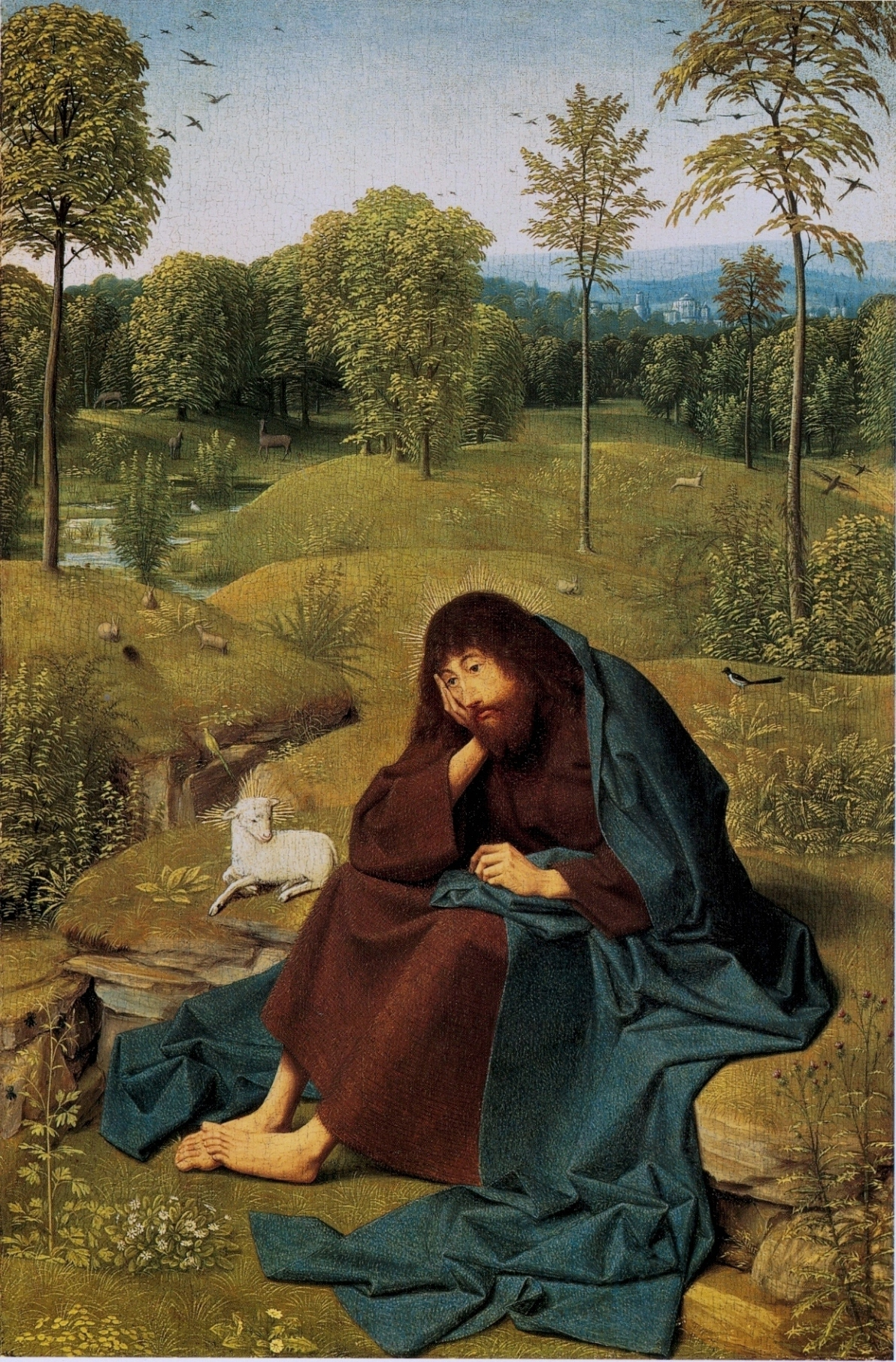
Иоанн Креститель. Ок. 1490. Картинная галерея. Берлин
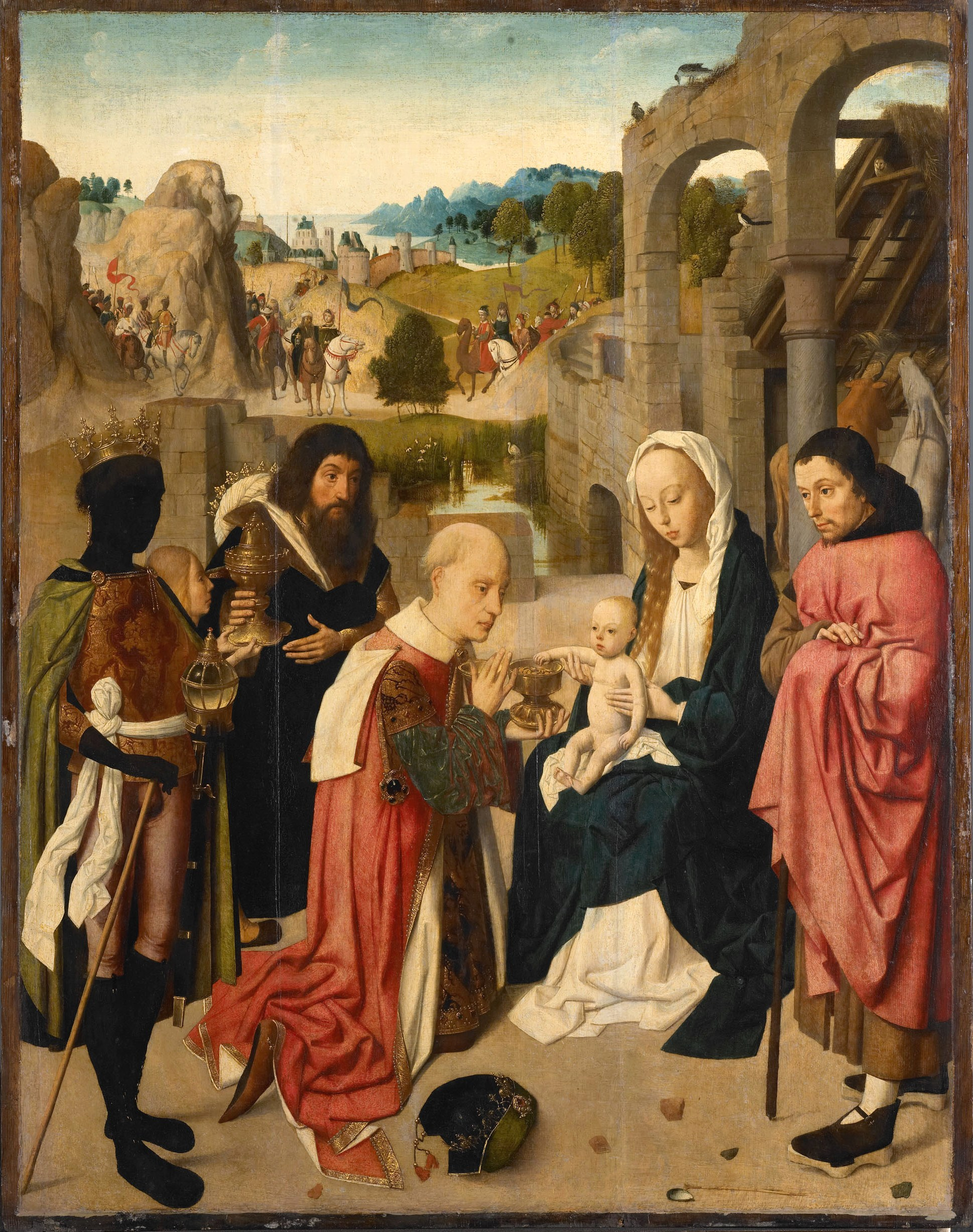
Поклонение волхвов. Ок. 1485. Государственный музей. Амстердам
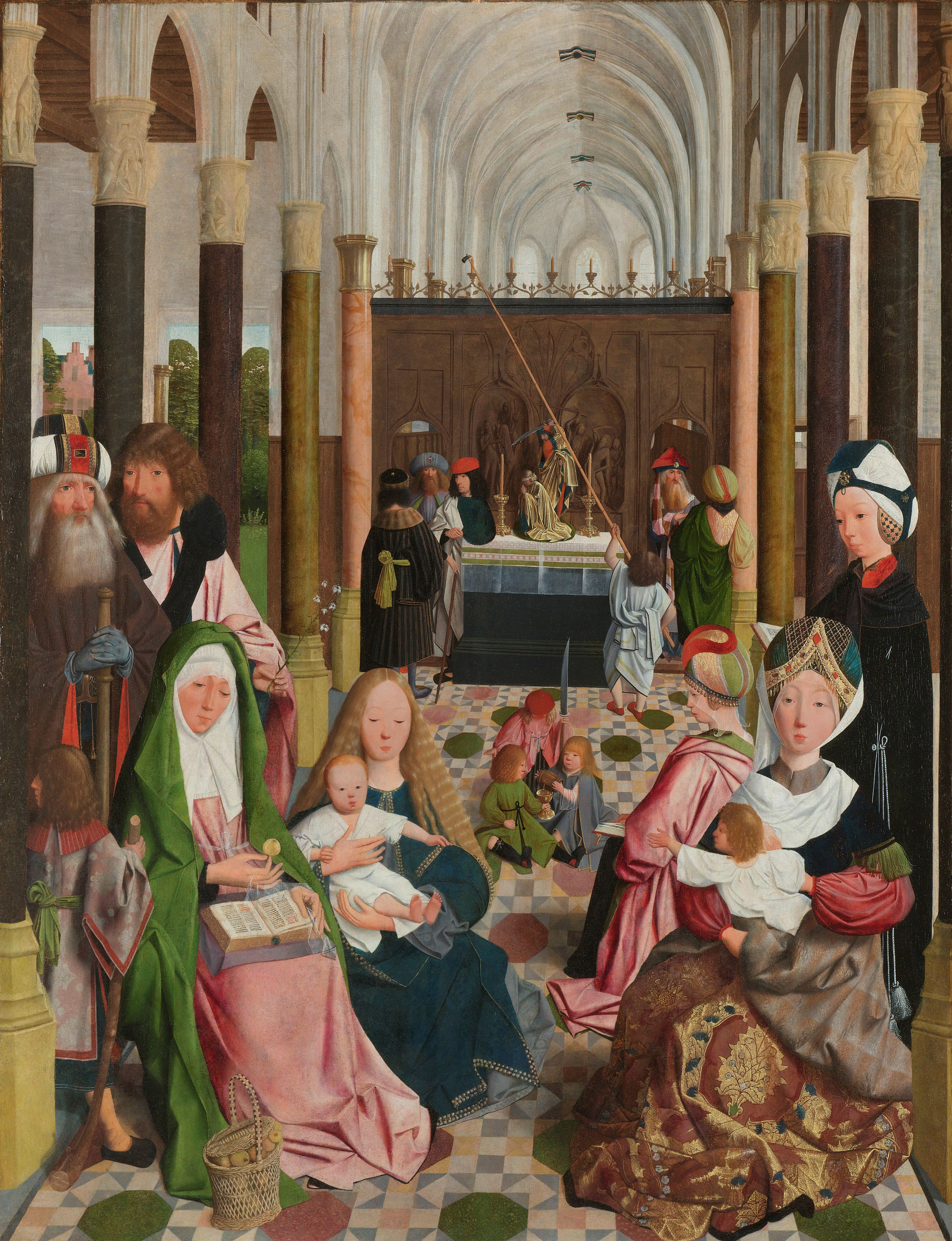
Святая родня. Ок. 1490. Государственный музей. Амстердам